# 王鶚 (元朝)
王鶚（1190年—1273年），字百一（一作百翼），晚年自號慎獨老人，曹州東明縣人，金、元之際官員、史學家。

## 生平
王鶚的曾祖父王成，祖父王立，父親王琛。王鶚初生時，有大鳥停止在其家庭院，同鄉先生張奫說︰「鶚也。是兒其有大名乎！」於以鶚命名。年幼聰悟，每天讀書一千餘字，長大後擅長詞賦。
金哀宗正大元年，中進士第一甲第一人出身，獲授應奉翰林文字。任職期間，時人對王鶚的作風頗有微辭。六年，授歸德府判官，行亳州城父令，頗有政績。七年，改同知申州事，行蔡州汝陽令，聲望出眾。丁母憂。天興二年，金哀宗遷都蔡州，並下詔命令武仙前來救援。金哀宗看見詔書，問是何人所作，尚書省右丞相完顏仲德回答說是王鶚，金哀宗說︰「朕即位時狀元耶？」於是召見王鶚，起復，授尚書省右司都事，陞左右司郎中。同年七月，金太祖、金太宗以及后妃的畫像安置在乾元寺。左宣徽使溫敦七十五上奏應當用樂。金哀宗說：「樂須太常，奈何？」七十五說：「市有優樂，可假用之。」王鶚反對：「世俗之樂，豈可施于帝王之前？」於是終止此議。三年，蔡州被蒙古、南宋聯軍攻陷，王鶚將要被殺時，萬戶張柔因聽聞王鶚的名聲，於是救下王鶚，並且安置於保州。
蒙古憲宗甲辰冬天，忽必烈派使者聘請王鶚。起程前，友人馬雲漢贈送王鶚孔子畫像一幅。到達後，適值農曆八月第一個丁日，王鶚請求忽必烈舉行釋奠禮，忽必烈欣然准許，此後春秋兩季都按時舉辦。王鶚進見，向忽必烈講述《孝經》、《書》、《易》的內容，以及齊家治國的道理，古今事物的變化，每每至深夜才結束。忽必烈於是對王鶚說︰「我雖未能即行汝言，安知異日不能行之耶！」丙午年正月初一日食，忽必烈問王鶚應否接受新年祝賀，王鶚引用北宋富弼的說法，於是當日取消宴會，第二天才接受祝賀。王鶚在漠北約兩年，懇請回保州。忽必烈賜馬給王鶚，並命近侍闊闊、柴禎等五人跟隨王鶚學習。後來忽必烈命令王鶚徙居大都，並且賜居宅一所。王鶚曾向忽必烈請求說︰「天兵克蔡，金主自縊，其奉御絳山焚葬汝水之傍，禮為舊君有服，願往葬祭。」忽必烈許可。王鶚到蔡州，而金哀宗墓被汝水所淹沒，於是具備牲酒，設立金哀宗的神位，並為之哭喪。庚戌春天，憲宗徵召王鶚，訪問軍國大計，王鶚應對稱旨。憲宗將要委以政事時，王鶚推辭而回。
元世祖即位並建元中統，授王鶚為翰林學士承旨，負責裁定制誥典章。二年六月，與竇默在元世祖面前反對王文統擔任宰相，並推薦許衡，世祖只好作罷。王鶚請開置史局編修實錄，附帶編修遼、金兩朝史書；又請求朝廷仿效唐朝、宋朝廣招學士。元世祖均聽從王鶚所奏。此後王鶚又奏請設立十道提舉學校官。至元元年，加資善大夫。同年六月乙巳，召王鶚前往上都。八月丙辰，與劉秉忠、張文謙、商挺一道建言︰燕王真金既已有「署敕」的權力，應該在中書省另外設置幕位，每月兩次進省處理朝政；另外，應委任李槃為皇子忙安的說書官，高道為南木合的說書官。四年九月，王鶚請立選舉法，元世祖下旨討論，但遭到詰難，最終擱置。
有人上奏說宰相任非其人，元世祖下詔議論可以勝任宰相的大臣。阿合馬希望得到宰相之位，又有大臣支持，而其他朝臣都不敢明言反對。王鶚說︰「吾以衰老之年，無以報國，即欲舉任此人為相，吾不能插驢尾矣。」但阿合馬最終獲任相職。五年，王鶚致仕，元世祖詔命終身給以廩祿，朝廷有大事，則派使者詢問他的意見。十年八月，王鶚去世，享年八十四歲。元世祖聽聞後頗為歎息，並問王鶚臨終遺言，親人以喪禮不用佛教、道教儀式和紙錢回答。十五年九月，朝廷聽從和禮霍孫、張文謙的奏請，贈王鶚謚文康。
王鶚生性平易近人，文章不事雕琢，主張「學者當以窮理為先，分章析句，乃經生舉子之業，非為己之學也」。王鶚的著作，除了《汝南遺事》四卷由清朝四庫全書館從《永樂大典》輯出外，《論語集義》一卷、《應物集》四十卷均已亡逸。王鶚無子，以女婿周鐸的兒子周之綱繼後。之綱最終任翰林侍講學士。

## 史學貢獻
王鶚以金朝遺民入仕元朝，十分注意收集、保存金代史料。金朝滅亡後、蒙古憲宗五年之間，王鶚完成《汝南遺事》四卷。該書所記始於天興二年六月六日金哀宗決定遷都蔡州，終於次年正月五日蔡州被蒙古、南宋聯軍合圍之時，共計一百七條。由於王鶚親歷其事，所以其記述頗為詳確。
在忽必烈尚未稱帝之時，王鶚數次進言留心金朝史事，並推薦楊奐、元好問、李冶等人負責編修，未果。中統二年，王鶚上奏說︰「自古帝王得失興廢，班班可考者，以有史在。我國家以威武定四方，天戈所臨，罔不臣屬，皆太祖廟謨雄斷所致，若不乘時紀錄，竊恐歲久漸至遺忘。金實錄尚存，善政頗多；遼史散逸，尤為未備。寧可亡人之國，不可亡人之史。若史館不立，後世亦不知有今日。」於是朝廷設立翰林國史院，右丞相史天澤監修國史，左丞相耶律鑄、平章政事王文統監修遼、金史。當時元好問、楊奐已死，王鶚又招納李冶、李昶、王磐、徐世隆、徒單公履、郝經、高鳴、楊恕、孟攀麟、王惲、雷膺、周砥、胡祗遹、孟祺、閻復、劉元等人入國史院，號稱「凡前金遺老，及當時鴻儒，搜抉殆盡」。
王鶚曾親筆作《金史大略》交付王惲，擬定《金史》帝紀、列傳、志書等卷秩體例，三品及以上官員必須要名聲、事跡出衆，才可寫入列傳。又吩咐王惲︰「太史張中順，金一代天變皆有紀録。就此公未老，可亟與論定，亦是志書中一件難措手者。切念。」
王鶚最終所定《金史》大綱如下︰
帝紀九
　太祖　太宗　熙宗　海陵庶人　世宗　章宗　衛紹王實錄闕。　宣宗　哀宗實錄闕。
志書七
　天文五行附。　地理邊境附。　禮樂郊祀附。　刑法　食貨交鈔附。　百官選舉附。　兵衛世襲附。
列傳舊實錄三品已上入傳，今擬人物英偉，勳業可稱，不限品從。
王鶚又數次寫信指示王惲修史工作︰
「元裕之、蕭公弼奏用銀二千定，今即編修書寫請俸、飲食、紙劄費用。若作定撰，三五百定都了。」
「採訪文字，令言者旌賞，隱者有罰。仲謀所宜著心。編修且要二員，直須選擇魏太初、周幹臣。」云云。
中統三年，元世祖下令王鶚聚集臣僚商議史事，王鶚等人奏請將先朝事蹟記錄下，並且移交史館。四年，王鶚又請求採訪蒙古太祖的事蹟交付史館。至元元年，元世祖「敕選儒士編修國史，譯寫經書，起舘舍，給俸以贍之」。
後來脫脫領銜編修《金史》，除了金朝實錄及國史外，便多依據王鶚等人的成果。例如《金史》的哀宗本紀、烏古論鎬、完顏仲德、張天綱、蒲察官奴、王賓、石抹世勣、國用安、武賢、溫敦昌孫、烏林答胡士、武亢、烏古論黑漢、內族完顏婁室三人、烏古論先生、完顏賽不等傳及食貨志的部分內容便是取材自《汝南遺事》。此外，《金史‧衛紹王紀》贊語也說明王鶚所採史料的來源︰「皇朝中統三年，翰林學士承旨王鶚有志論著，求大安、崇慶事不可得，采摭當時詔令，故金部令史竇祥年八十九，耳目聰明，能記憶舊事，從之得二十餘條。司天提點張正之寫災異十六條，張承旨家手本載舊事五條，金禮部尚書楊雲翼日錄四十條，陳老日錄三十條，藏在史舘。條件雖多，重複者三之二。惟所載李妃、完顏匡定策，獨吉千家奴兵敗，紇石烈執中作難，及日食、星變、地震、氛祲，不相背盭。今校其重出，刪其繁雜。《章宗實錄》詳其前事，《宣宗實錄》詳其後事。又於金掌奏目女官大明居士王氏所紀，得資明夫人援璽一事，附著于篇，亦可以存其梗概云爾。」